# Unter Kuratel
Unter Kuratel ist ein deutsches Fernsehspiel aus dem Jahre 1970 von Ludwig Cremer mit Horst Frank und Krista Keller in den Hauptrollen. Die Geschichte basiert auf dem 1952 publizierten Theaterstück The Shrike von Joseph Kramm.

## Handlung
Der US-Regisseur Jim Downs sieht sich beruflich in einer Sackgasse angekommen: Er ist ausgebrannt und ausgelaugt … jedoch nicht, weil er überlastet und überarbeitet wäre – im Gegenteil: Die jahrelange Nichtbeschäftigung und das Verhalten seiner Frau Ann haben den einstigen Erfolgsmenschen mürbe gemacht, ihn seelisch an einen Tiefpunkt gebracht. Der Absturz endete schließlich in einem Selbsttötungsversuch, woraufhin Downs in eine New Yorker Klinik für selbstmordgefährdete Patienten eingewiesen wurde. Treibende Kraft dahinter ist Ann Downs. Sie ist ebenso hochintelligent wie manipulativ, kontrollsüchtig wie skrupellos. Den erzwungenen Klinikaufenthalt sieht sie als günstige Gelegenheit, ihren Gatten unter ihre vollständige Kontrolle zu bringen. Denn die Ärzte sehen ihn als besonders schweren Fall, und ein Vegetieren in der Psychiatrie, ohne Hoffnung, jemals wieder ins Leben entlassen zu werden, zeichnet sich als fürchterliche Zukunftsvision ab.
Ann hat alle Trümpfe in der Hand, und sie setzt diese genüsslich und zielgerichtet ein. Sie beginnt alle Beteiligten auf äußerst clevere Weise für ihre Ziele einzuspannen: Die Ärzte, denen sie einredet, dass sich als einzige Alternative zum lebenslangen Wegschließen ihres zerbrochenen Mannes seine Entmündigung unter ihrer Kontrolle anbietet, und ihren Mann, der bald begreift, dass er sich Ann wird unterwerfen müssen, wenn er jemals aus dieser geschlossenen Anstalt herauskommen will. So ergibt sich Jim Downs nolens volens seinem Schicksal, unter Kuratel gestellt zu werden, also sich seiner Frau und ihrem Willen im Guten wie im Bösen auszuliefern. Die Ärzte stimmen Anns Vorschlag zu, Jim unter diesen Bedingungen zu entlassen, und Jim ist fortan dazu verdammt, zu seiner ihm entfremdeten Gattin zurückzukehren und ihr seine Liebe vorzugaukeln.

## Produktionsnotizen
Unter Kuratel wurde am 9. Juli 1970 um 20 Uhr 15 in der ARD erstmals ausgestrahlt.
Walter Stecher übernahm die Produktionsleitung. Wolfgang Wahl entwarf das Szenenbild, Ilse Dubois schuf die Kostüme.

## Wissenswertes
Vorlageautor Joseph Kramm erhielt für sein diesem Film zugrunde liegendes Theaterstück The Shrike 1952 den Pulitzer-Preis. 1955 wurde die Geschichte von José Ferrer in Hollywood mit sich selbst in der Hauptrolle verfilmt und kam als In all diesen Nächten in die deutschen Kinos.

## Kritiken
Die Programmzeitschrift Hörzu schrieb „Ehe ist auch sonst gefährlich. Das weiß nun, wer 'Unter Kuratel' sah. Das verruchte Weib, sanft, süß, liebevoll (und genauso von Krista Keller präsentiert), bringt beihilfsweise ihren Mann (den Zerquältheit im großen produzierenden Horst Frank) zum Selbstmordversuch. Und zwingt ihn damit endgültig unter ihre zarte Knute. Mag ja so sein; das Leben ist kein Honigtopf. Aber Autor Joseph Kramm aus den USA erzählt uns: Bei der Vergewaltigung helfen die Ärzte mit. Der Zuschauer sieht: Der Mann muss befreit werden. Doch die Psychiater fesseln ihn, vernichten ihn.“

„Dass das von Ludwig Cremer breitflächig inszenierte, bis zum Ende im Spannungszustand gehaltene Spiel nicht zum groben Psychothriller herabgewürgt wurde, ist ... vor allem den Hauptdarstellern zu verdanken.“